# エミール・フォン・ザウアー
エミール・フォン・ザウアー（Emil von Sauer, 1862年10月8日 ハンブルク - 1942年4月29日 ウィーン）は、ドイツの作曲家・ピアニスト・楽譜校訂者・音楽教育者。フランツ・リスト最晩年の高弟の一人として著名。

## 生涯
母親からピアノの手ほどきを受ける。サンクトペテルブルクでアントン・ルビンシテインを訪ねて、演奏を聞いてもらう。その推薦状を得て1879年にモスクワ音楽院にてニコライ・ルビンシテインに師事する。1884年から1885年までヴァイマルでフランツ・リストの薫陶を受ける。
1901年よりウィーン音楽院に勤め、ピアノ科でマスタークラスを主宰。何度か中断はあったものの没するまで教育活動に携わった。そのうえ1880年代から1930年代まで演奏旅行を実行し、ヨーロッパ全土からアメリカ合衆国に至るまで国際的な活動を繰り広げた。
数多くのピアノ曲の校訂を行い、ショパンやリストだけでなく、シューマンやブラームスの作品も校訂した。
作品は、ピアノ協奏曲やピアノ・ソナタ、演奏会用練習曲、ピアノ曲集、声楽曲がある。ピアノの教則本も出版しており、1900年には自叙伝も執筆した。
数々の功績により1917年にオーストリア＝ハンガリー帝国から貴族に列せられる。また、ロンドン・フィルハーモニック協会より金メダルを獲得した。
ハンブルク法曹協会では、正義と文化のつながりを称えて、エミール・フォン・ザウアー賞が創設されており、ハンブルク＝ベーレンフェルトには、ザウアーの名にちなんで「フォン・ザウアー通り」と名づけられた街路がある。
著名な門弟に、ウェブスター・エイトケン、ステファン・アスケナーゼ、リュプカ・コレッサ、エリー・ナイら。2度結婚しており、再婚相手で音楽教育者のアンヘリカ・モラレスも弟子である。2人の息子を儲けた。

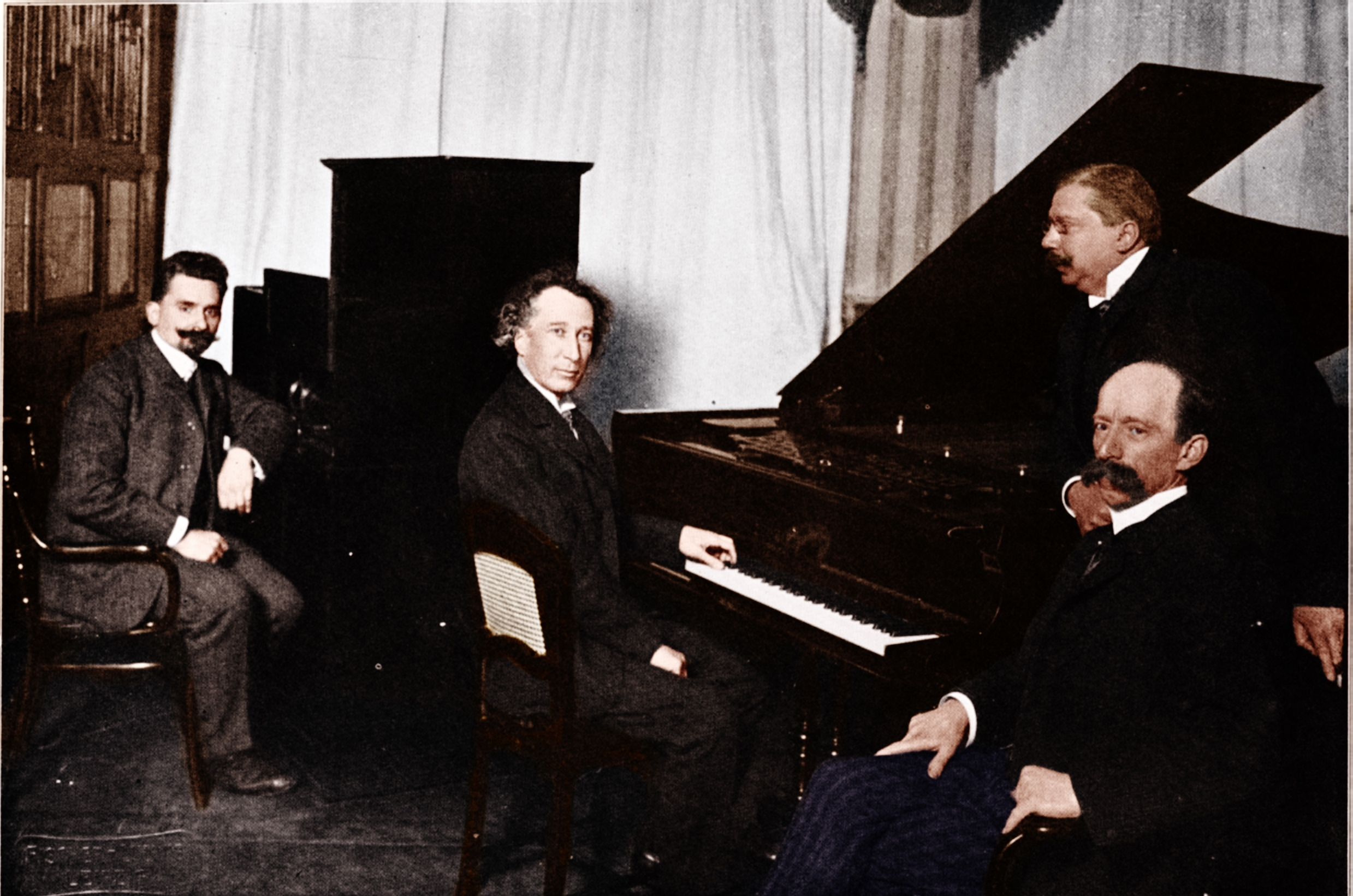
エミール・フォン・ザウアー、1905年11月25日ライプツィヒのスタジオにて、ウェルテ・ミニョン社のピアノロールへの録音風景。左手にカール・ボッキッシュ、右手に立つのがフーゴー・ポッパー。

## 音源
- Emil von Sauer - The complete commercial recordings. 3 CD. Marston, 1998. EAN  6 38335 30022 1 (Aufnahmen 1923-1941).